# 布赖恩·布罗比
布赖恩·埃比尼泽·阿杰伊·布罗比（荷蘭語：Brian Ebenezer Adjei Brobbey；2002年2月1日—），是一名荷兰足球运动员，场上司职中锋，現時效力於荷甲球隊阿贾克斯。

## 俱乐部生涯

### 阿贾克斯
2020年10月31日，在阿贾克斯5-2大胜福图纳锡塔德的荷甲比赛中，布罗比在第65分钟替补登场，并在第74分钟打进一球，完成了一线队首秀。2020年12月9日，在阿贾克斯与亚特兰大的欧冠小组赛中，布罗比首发登场，完成了欧战首秀。赛后，球队主教练也称赞了他的表现。
2021年2月3日，阿贾克斯体育总监在接受采访时确认，布罗比的合同将会在2020–21赛季结束后到期，届时他将会离队。2月18日，在阿贾克斯2-1客胜里尔的欧联杯32强赛第一回合中，布罗比在第89分钟打进了球队在比赛中的第二粒进球，打进个人欧战首球的同时也成功帮助球队绝杀对手。

### 莱比锡RB
2021年3月12日，德甲俱乐部RB莱比锡官方宣布，球队与布罗比签约，后在7月1日正式加盟。

## 国家队生涯
布罗比出生在荷兰首都阿姆斯特丹，他是加纳裔。在2018年以及2019年的U-17欧锦赛中，布罗拜代表荷兰U-17国家队出战，并随队在两届赛事中发挥出色，帮助球队赢得两座冠军。

## 生涯数据

### 俱乐部
最後更新：2021年4月15日
| 俱乐部         | 赛季     | 联赛     | 联赛 | 联赛 | 本土杯赛 | 本土杯赛 | 欧战 | 欧战 | 其他 | 其他 | 合计 | 合计 |
| 俱乐部         | 赛季     | 联赛等级 | 出场 | 进球 | 出场     | 进球     | 出场 | 进球 | 出场 | 进球 | 出场 | 进球 |
| -------------- | -------- | -------- | ---- | ---- | -------- | -------- | ---- | ---- | ---- | ---- | ---- | ---- |
| 阿贾克斯预备队 | 2018–19  | 荷乙     | 2    | 0    | –        | –        | –    | –    | –    | –    | 2    | 0    |
| 阿贾克斯预备队 | 2019–20  | 荷乙     | 13   | 7    | –        | –        | –    | –    | –    | –    | 13   | 7    |
| 阿贾克斯预备队 | 2020–21  | 荷乙     | 15   | 9    | –        | –        | –    | –    | –    | –    | 15   | 9    |
| 阿贾克斯预备队 | 合计     | 合计     | 30   | 16   | –        | –        | –    | –    | –    | –    | 30   | 16   |
| 阿贾克斯       | 2020–21  | 荷甲     | 9    | 3    | 0        | 0        | 7    | 3    | –    | –    | 16   | 6    |
| 生涯合计       | 生涯合计 | 生涯合计 | 39   | 19   | 0        | 0        | 7    | 3    | 0    | 0    | 46   | 22   |

1. ↑  在欧冠中出场1次；在欧联杯中出场6次，打进3球

## 个人生活
布赖恩·布罗比是现役足球运动员德里克·卢卡森、凯文·卢卡森的表弟、以及萨穆埃尔·布罗比（Samuel Brobbey）的弟弟。

## 荣誉

### 俱乐部
阿贾克斯
- 荷甲冠軍: 2021-22
- 荷兰杯冠军：2020–21（英语：2020–21 Eerste Divisie）[11]

### 国家队
荷兰U-17
- U-17欧锦赛冠军：2018（英语：2018 UEFA European Under-17 Championship）、[7]2019（英语：2019 UEFA European Under-17 Championship）[8]